# Jordi V de Geòrgia
Jordi V de Geòrgia conegut com l'Il·lustre o el Brillant (georgià: გიორგი V ბრწყინვალე, Jordi V Brtskinvale), fou rei de Geòrgia del 1314 fins al 1346. Va néixer cap al 1285 i era el fill més jove de Demetri II Tavdadebuli (que el va tenir amb Natàlia de Samtskhé).
El 1299 abans de ser deposat el rei David VIII, el seu germà Jordi V va ser associat al tron. La deposició només va durar uns mesos doncs el deposat, que tenia el suport popular, va tornar a ésser reconegut rei per evitar lluites.
David VIII fou deposat un altre cop el 1301 i el kan va nomenar un germà de David VIII, anomenat Vakhtang III, com a rei. El 1308 va ser col·locat en el tron, el fill de David, anomenat Jordi VI sota regència del seu oncle Jordi l'il·lustre o el Brillant (rei associat el 1299). Durant aquest temps David VIII estava rebel·lat però va morir el 1310.
El 1313 el fill de David, Jordi VI va deixar de ser rei; després d'un temps de vacil·lacions el kan va acceptar com a rei al regent David V. Aquest es mostra fidel als mongols però també intenta refer el seu país. El 1318 rep l'acord del kan per unificar Geòrgia en un sol regne. Immediatament va ocupar el Samtskhé (d'on havien estat senyors els seus avis i oncles per línia materna) on va exercir com a mthavar Bèka. També va sotmetre alguns eristhavi o mthavars que s'oposaven a la unitat del país o al poder reial.
Després va recuperar Gori, que havia estat ocupada pels Ossets que s'havien establert a Xida Kartli. També va restaurar les senyories de les valls del Ksani i Liakhvi. Va donar als pobles de les muntanyes un codi de lleis anomenat Dzeglis Deba. El 1330 va sotmetre l'Imerècia, al rei de la qual Bagrat I va donar el mthavar de Chorapan en compensació.
Cap al 1330 va esclatar la guerra civil al kanat dels il-kans i Jordi V ho va aprofitar per expulsar els deu mil soldats mongols que estaven estacionats al país. Després es va aliar amb l'horda d'or i Egipte. Va establir una nova moneda de plata coneguda com a Giorgauli Tetri que va substituir la moneda de plata dels mongols.
Va morir el 1346.